# Rotax

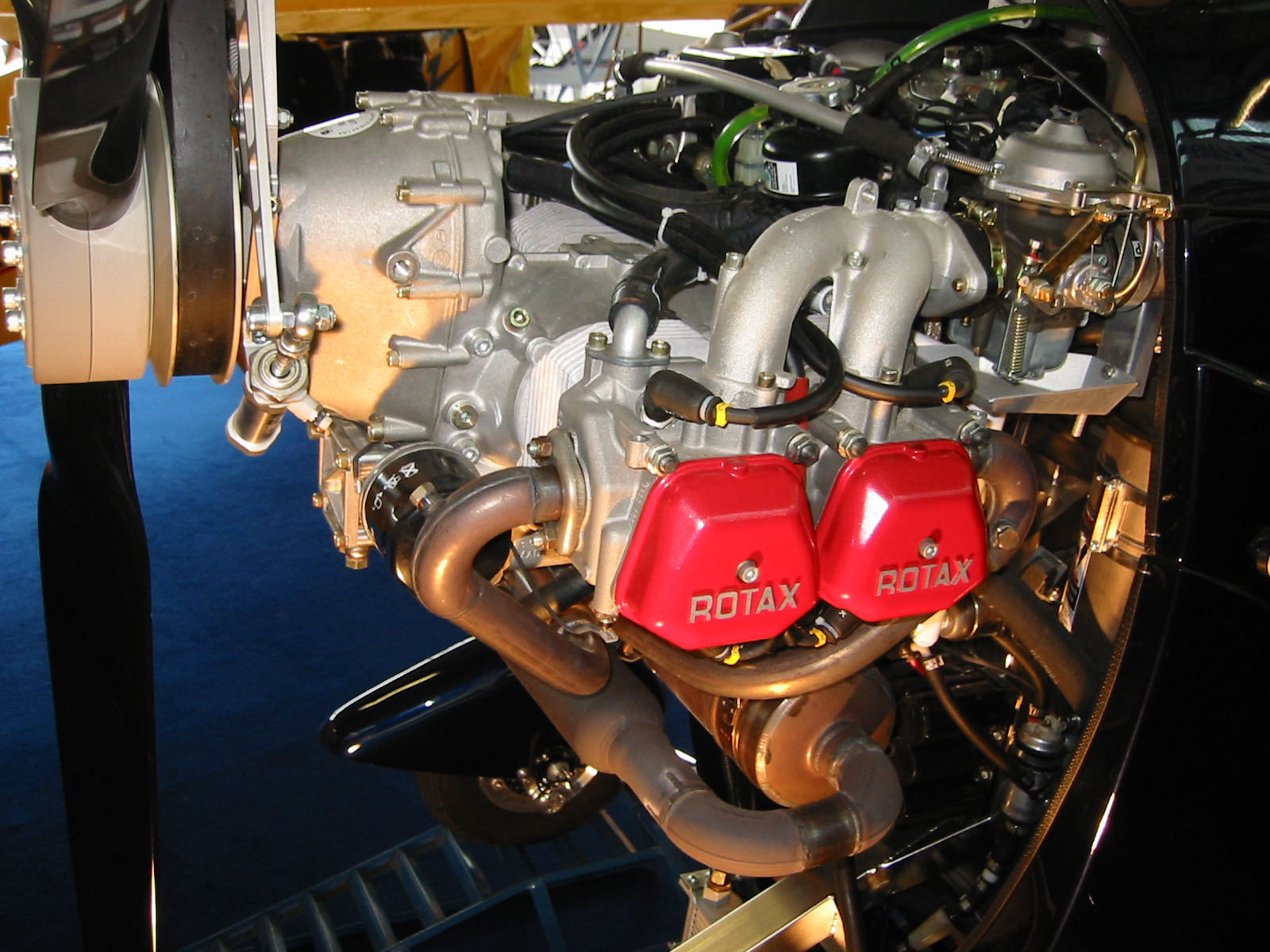
Rotax-914 flygmotor.

BRP-Rotax GmbH & Co KG (2008–2016: BRP-Powertrain GmbH & Co. KG) är en österrikisk motortillverkare mest känd för flyg-, motorcykel- och snöskotermotorer. Huvudkontoret ligger i Gunskirchen (Oberösterreich). Både tvåtaktsmotorer och fyrtaktsmotorer ingår i produktutbudet. Rotax ingår i Bombardier Recreational Products (BRP), som tidigare var en del av Bombardier.
Rotax grundades i Dresden 1920 och köptes tio år senare upp av Fichtel & Sachs AG i Schweinfurt. Företaget flyttade till Österrike 1943 och är sedan 1947 i Gunskirchen. 1970 köptes Rotax upp av Bombardier. Bland kunderna märks Aprilia och BMW. 
2006 tillverkades Rotaxmotor nummer 6 000 000.[källa behövs].

## Fordon med Rotax-motorer
- Aprilia RSV Mille, Tuono etc (V-twin 1000cc), Pegaso (enstånka 650cc)
- BMW F650, F650Twin, F800
- Lynx snöskotrar
- Ski-Doo snöskotrar
- Buell 1125R
- Can-am atv och utv
- Sea-Doo vattenskotrar
- Blackwing flygplan

Häggo XM 74, militärmotorcykel från Hägglunds Örnsköldsvik i Sverige.

## Flygplan med Rotax-motor
- Titan T-51 Mustang
- Ikarus C42